# サスペンダー

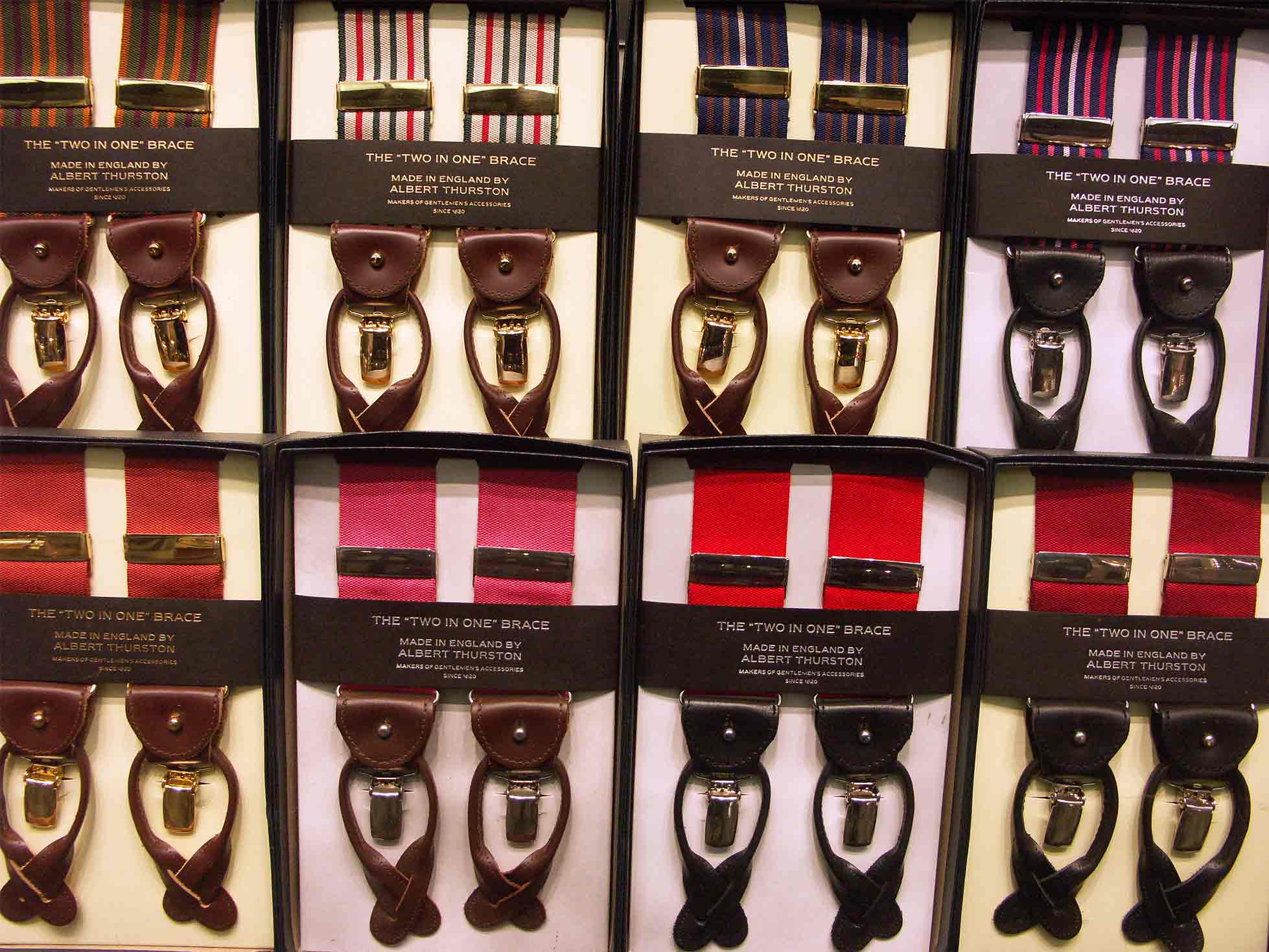
ボタン・クリップ対応のサスペンダー

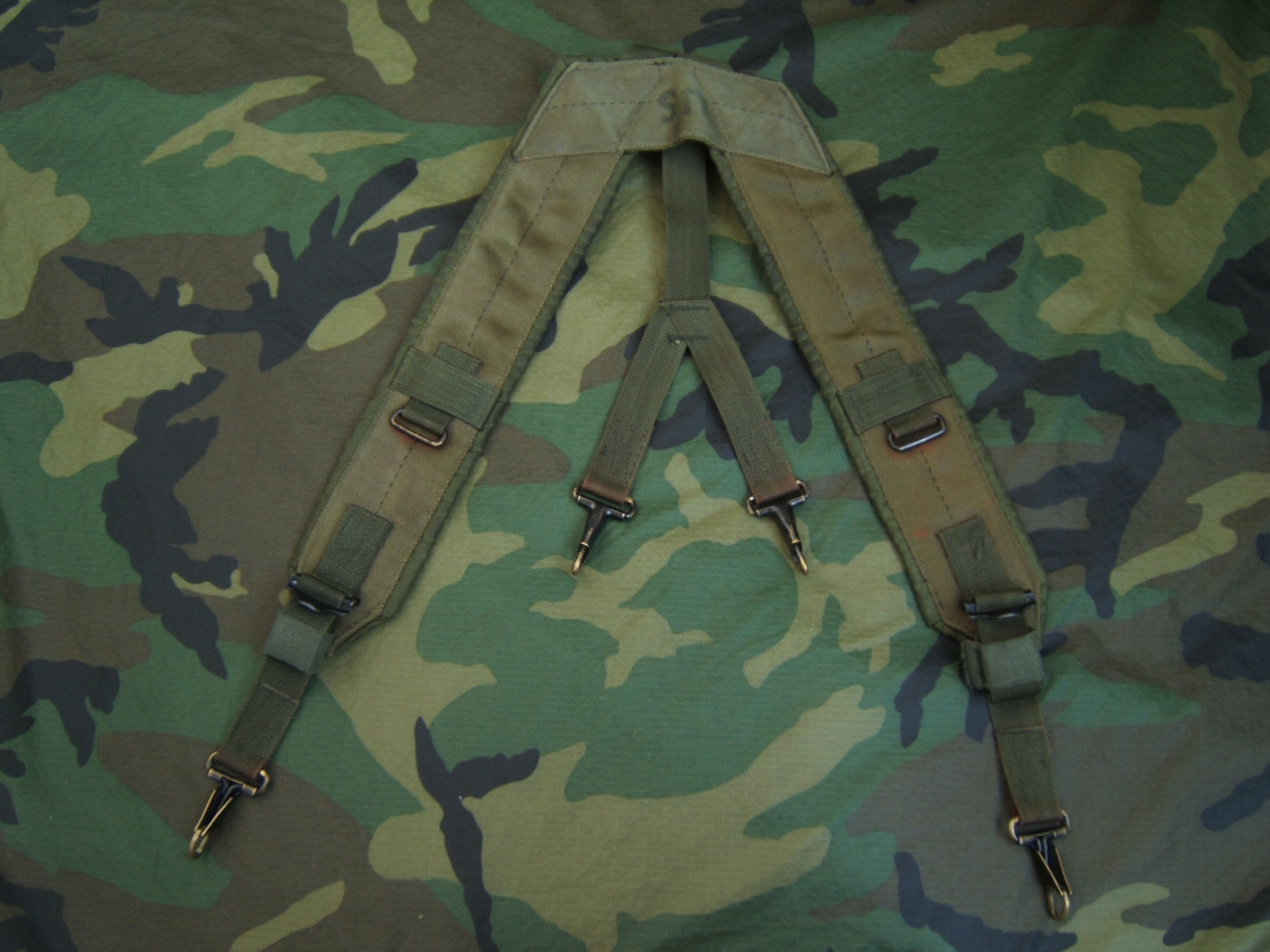
スナップリング式のサスペンダー。これはズボンではなく弾帯を吊るための軍用

サスペンダー（suspenders）とは、日本語でズボン吊りと呼ばれるズボンを固定するベルトのことである。

## 概要
「吊りバンド」と呼ぶ人もいる。通常エラスティックゴム（または人造皮革や皮革）製の一対のベルトを肩にかけ、ベルト先端のボタン、またはクリップ、O型やD型のリング、組み紐で固定して、ズボンを吊り下げたような形態となる。伝統的には背広のズボンはベルトではなくサスペンダーで吊るのが正装とされている。
正装以外にも作業服やジーンズ（サスペンダー着装用のボタンが付いていた）にも取り付けられていた。
また、ベルトと比較して腹部を締め付けないため、ウェストの大きい肥満体であっても負担が少ないとされる。もともとはオプションパーツとして用いられていたが、その後ズボンやスカートに作り付けとなった。サスペンダー・パンツ（吊りズボン）やサスペンダー・スカート（吊りスカート）、オーバーオールなども出来、女性にも用いられるようになった。最近ではファッション性を重視する装身具として、さまざまなデザインのものが用いられている。
なお「サスペンダー」という言葉はアメリカ英語であり、イギリスではサスペンダーのことを「ブレイシーズ」（braces）という。イギリスで「サスペンダー」というと「ガーター」やアームバンドのことを指す場合もあるので注意が必要である。

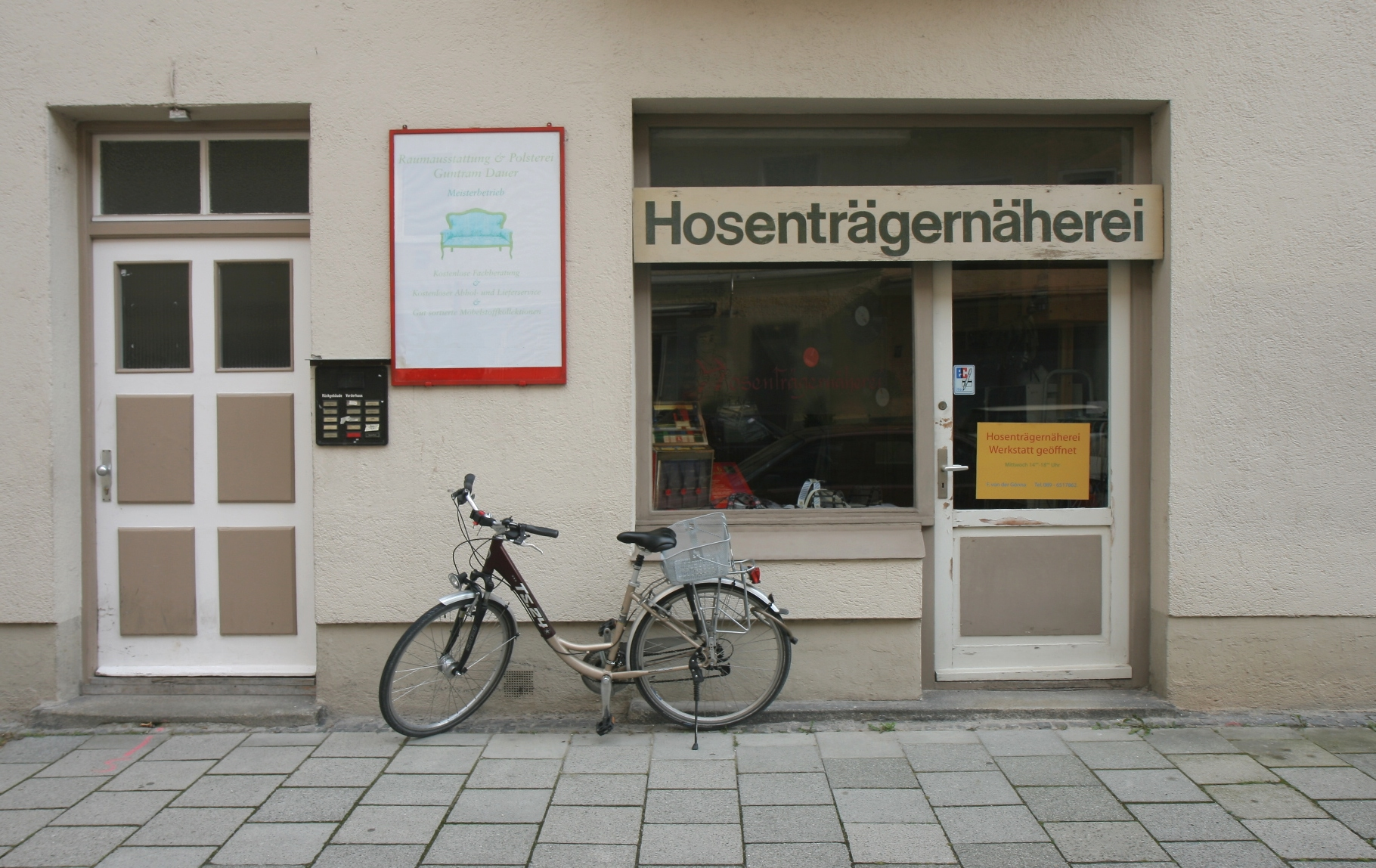
ミュンヘンのホーゼントレガー工房

ドイツではサスペンダーのことを「ホーゼントレガー」（Hosenträger）といい、18世紀初頭に登場した。ドイツでは男性のシンボルとされ、南部には妊娠中に父親のホーゼントレガーを窓から吊るすと男の子が誕生するという言い伝えがあった。
18世紀は背中がH型、18世紀の終わり頃にX型、19世紀の中頃にY型と変化を遂げていった。ショルダーホルスター型の風変わりなもの（前後ではなく両脇で留める）もある。H型・X型・ショルダーホルスター型がクリップやボタンを挟むところが多いため、やや丈夫とされている。ドイツではX型のサスペンダーは下着とみなされ、ベストの下に着用するようになった。
礼装に用いるものはビジネスやタキシード、弔事用は無地の黒、慶事向けのディレクターズスーツ、モーニングコートには白黒の縞柄、燕尾服には無地の白となっている（上着を脱いだり前を開けたりしなければ見えないので格下の礼服に白や白黒の縞柄を用いてもよい）。
サスペンダーは一般にはバンドは黒や茶色、金具は銀や金、黒だが、金具だけの色違いやバンドの花柄などの柄物も存在する。ワイシャツやネクタイの色に合わせて着用する人もいる。
サスペンダー単体で用いる人が多いが、サスペンダー専用の股上が深いズボン以外には股上が浅いズボンが多いので、ベルトで腰を締め付け、サスペンダーでズボンの折り目を綺麗に見せたり、ズボンを上げて履くことができる利点があるため、かつてはベルトと併用する人も見られた。
ペリー・サスペンダー  というベルトと併用して着用するサスペンダーが存在する。
クリップ式は一つずつ取り付けることが多い（ボタン型のように二つずつある場合もある）がボタン型は2つで1組なのでよりしっかりとスラックスに取り付けることができる。

## サスペンダーの種類
- H型（背中で交差しないもの）
- X型（背中で交差したもの）
- ショルダーホルスター型
- Y型（V型）（一本が背中途中から枝分かれしているもの）

## 着用例

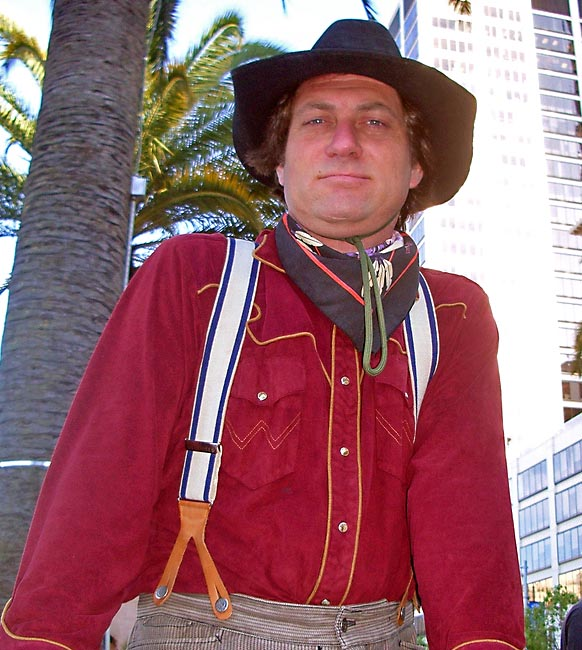
ボタン式のサスペンダーを着用する男性
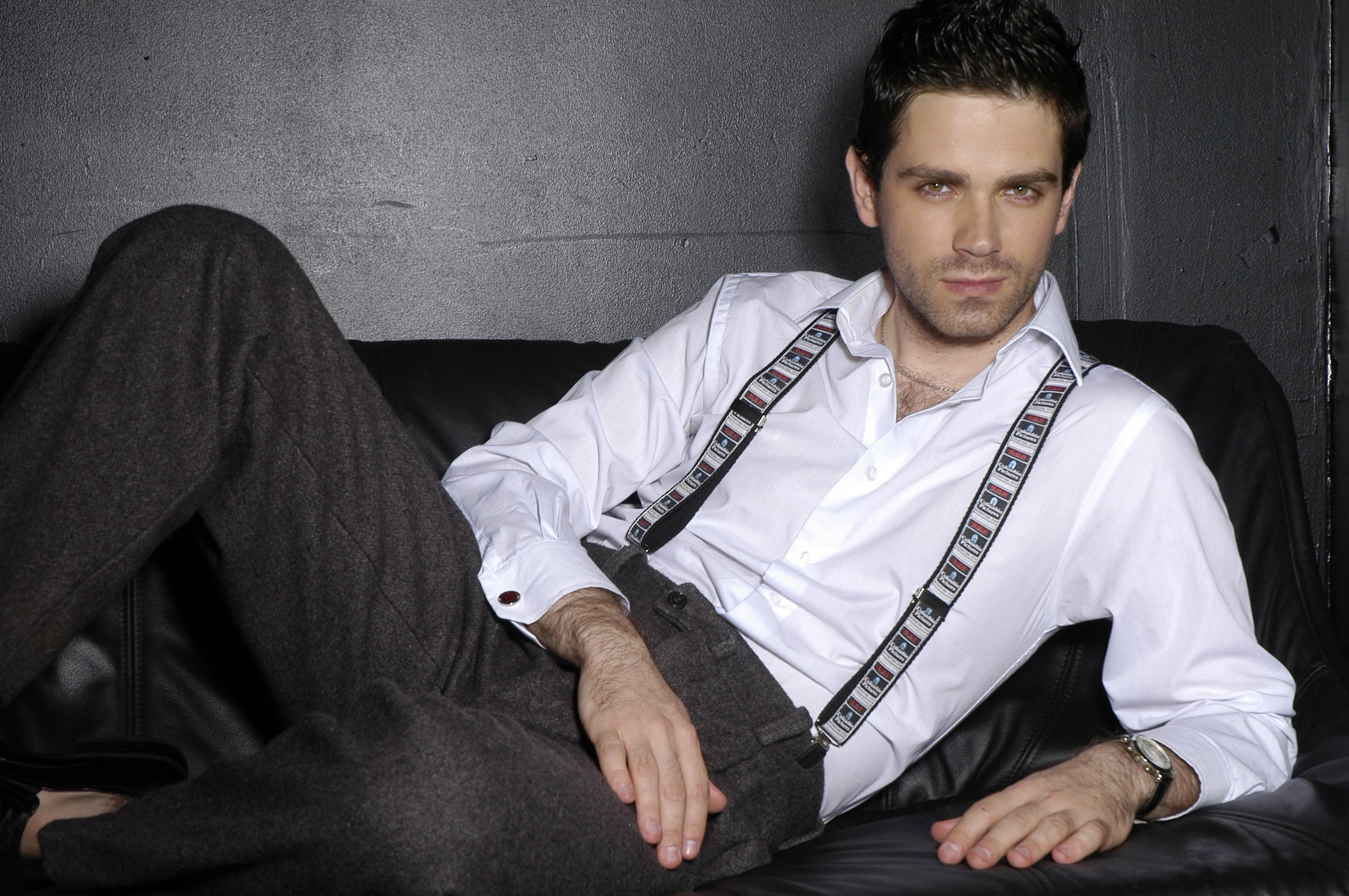
クリップ式のサスペンダーを着用する男性
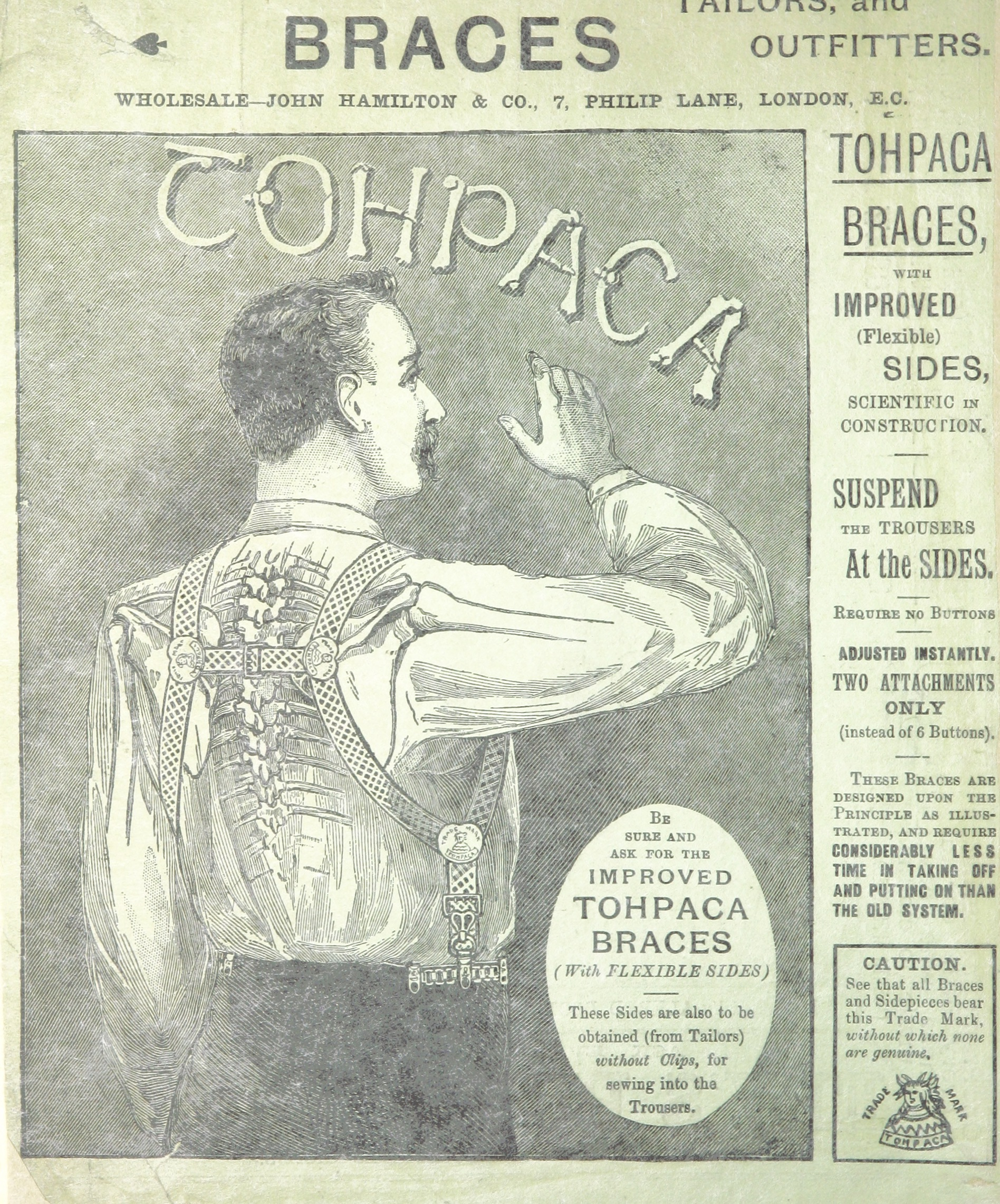
1888年の広告（ショルダーホルスター型）
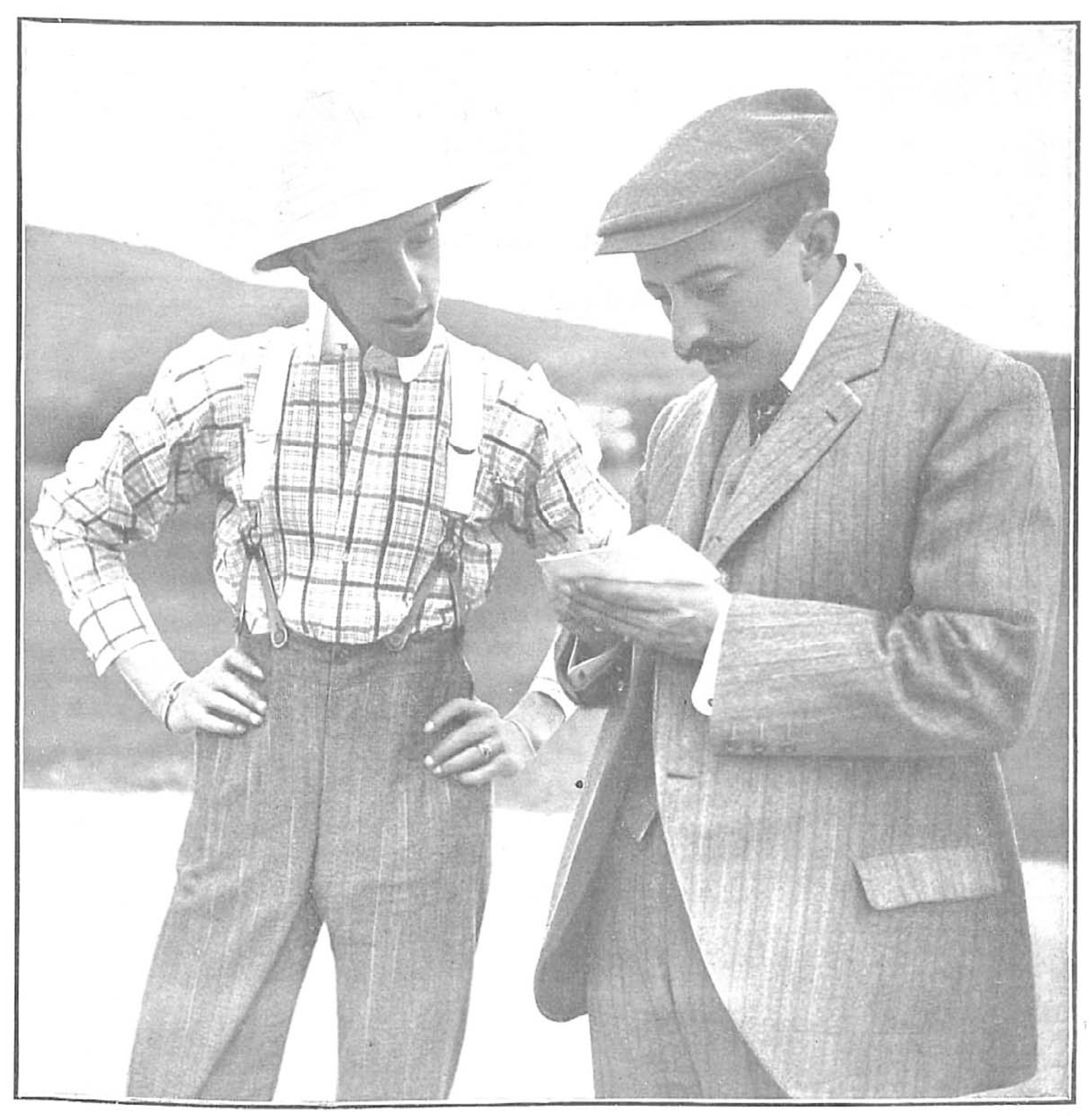
アルフォンソ13世（左側、1907年）
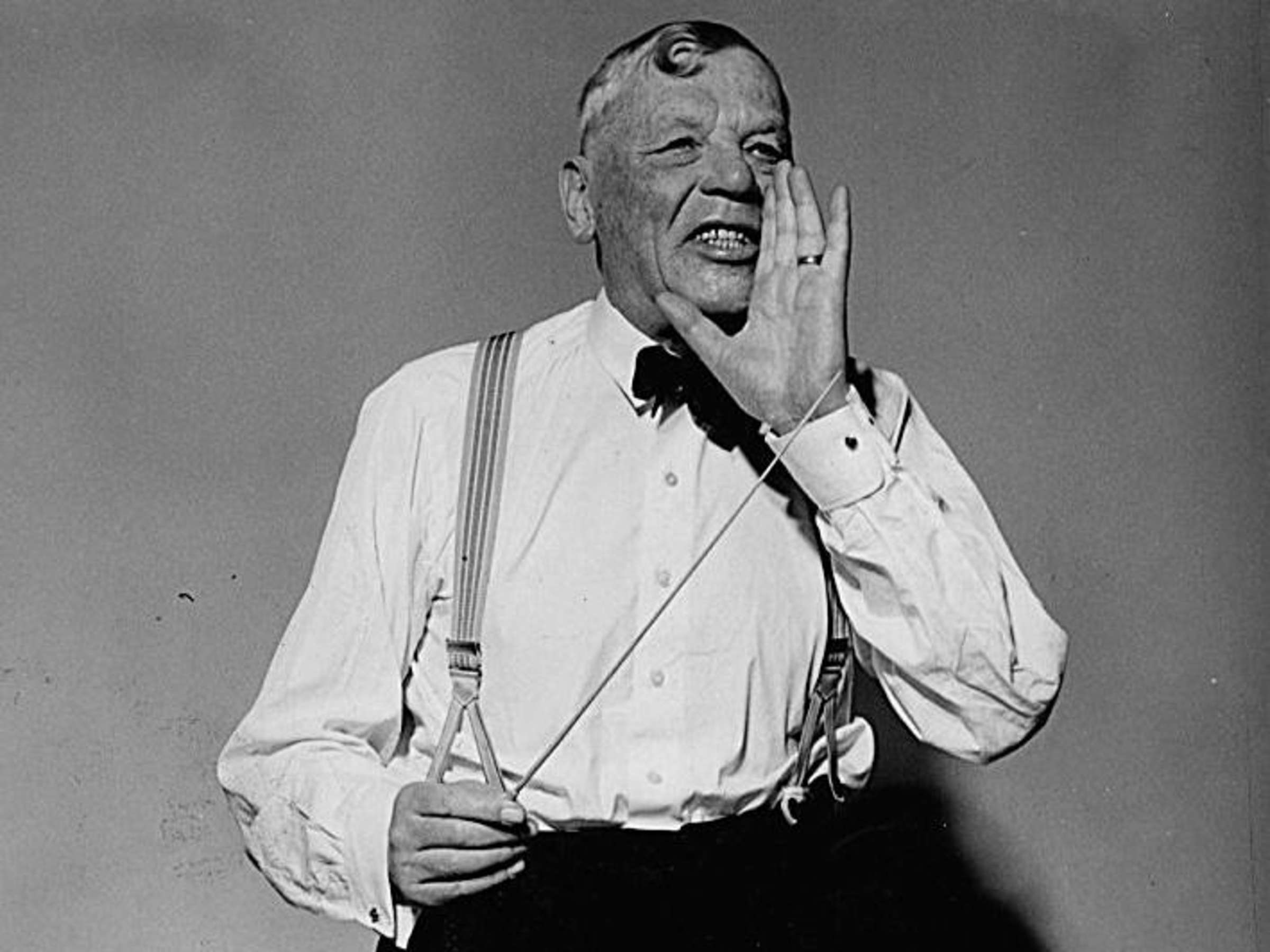
ハンス・クナッパーツブッシュ（1950年代中期）
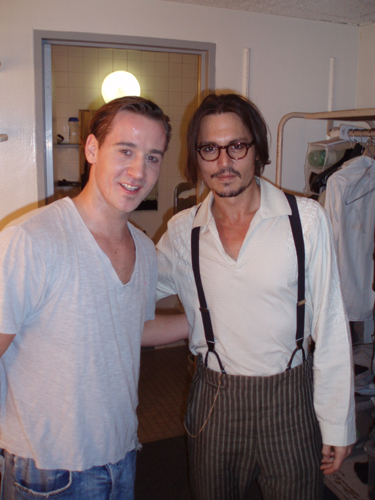
ジョニー・デップ（右側、2006年）
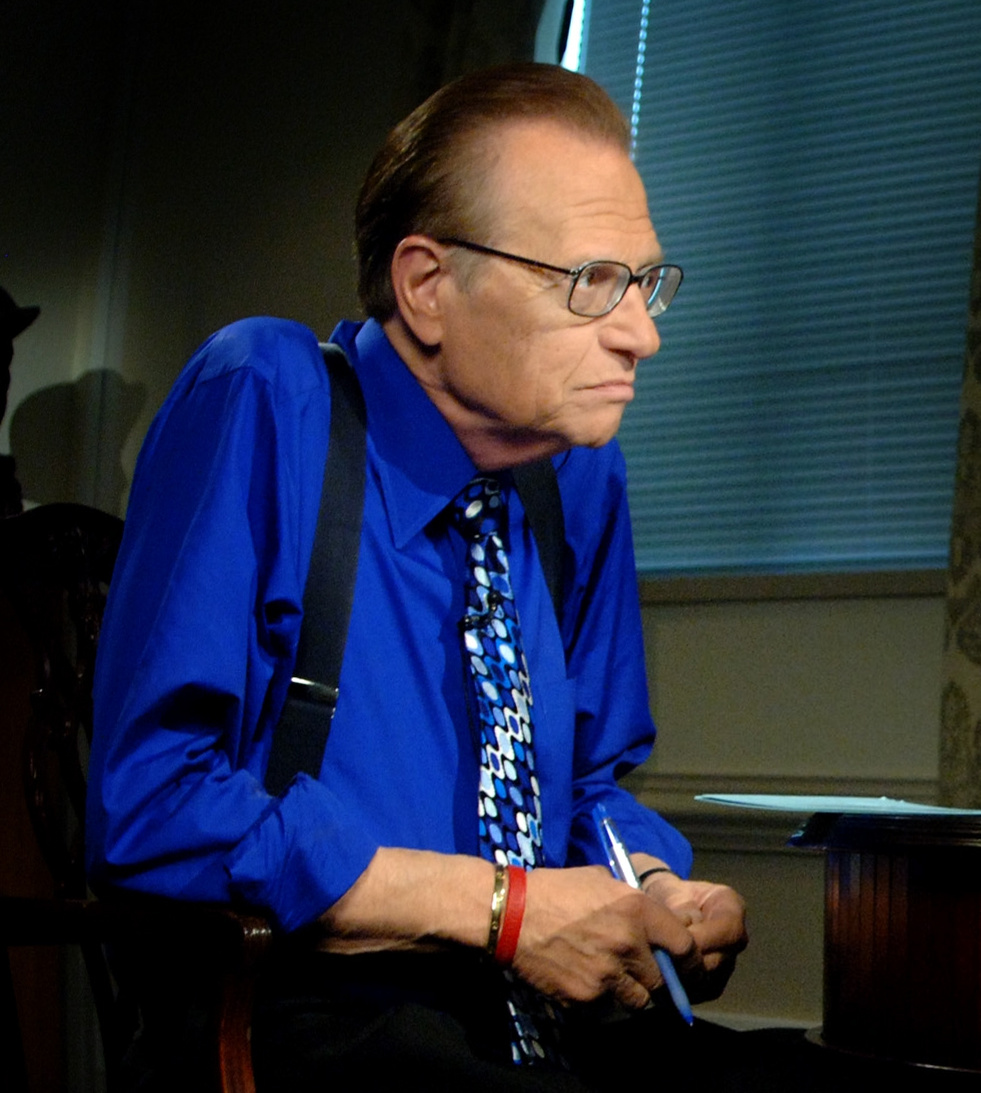
ラリー・キング（2006年）
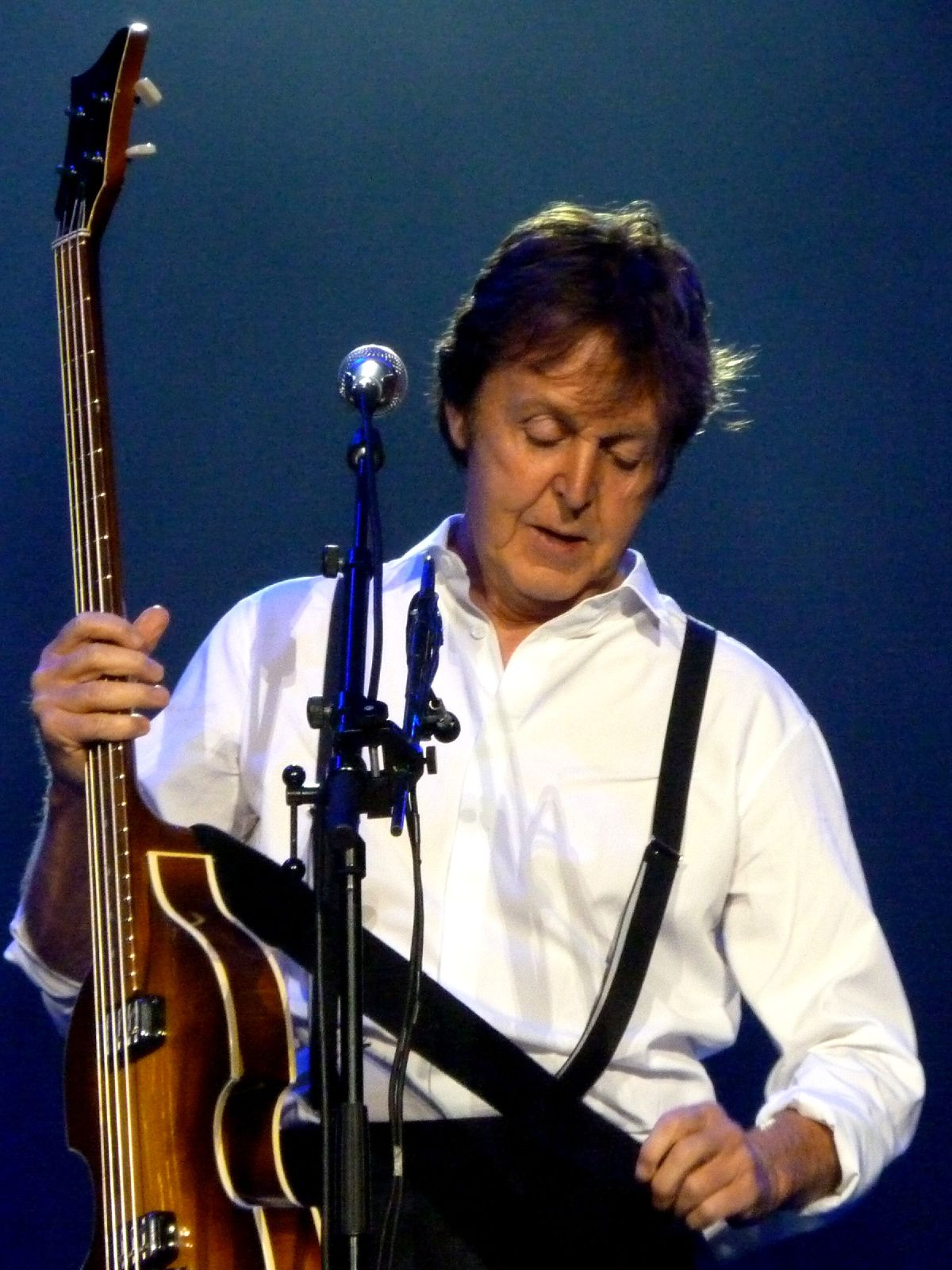
ポール・マッカートニー（2010年）
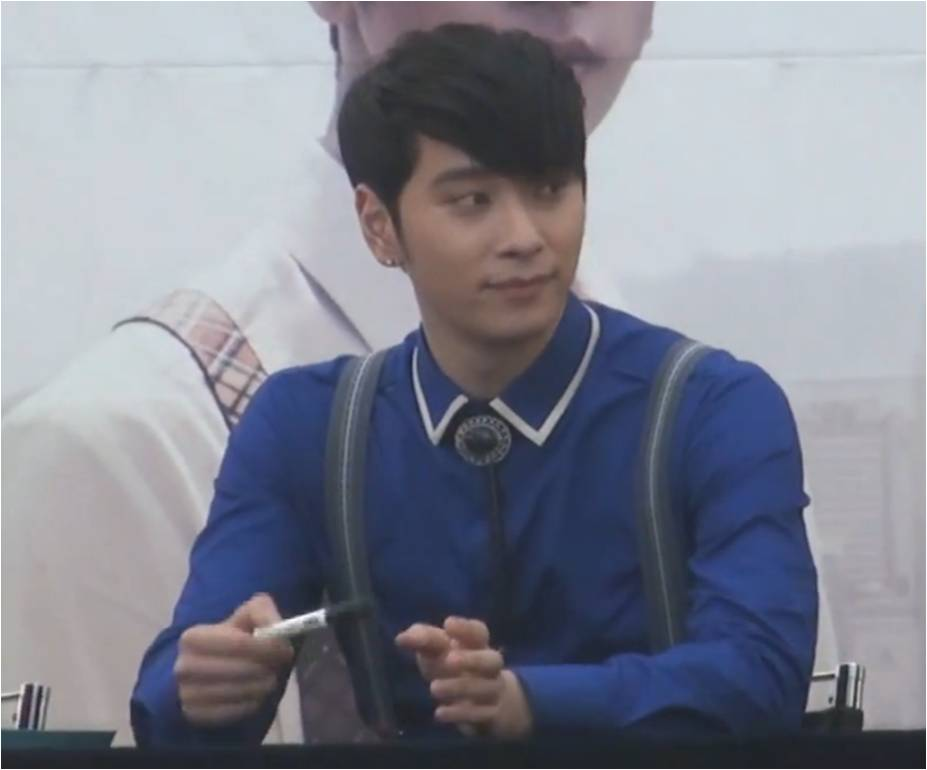
チャンソン（2013年）
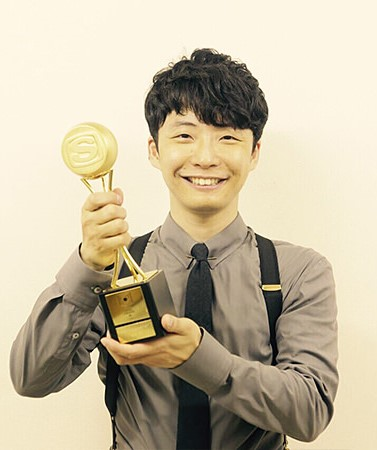
星野源（2016年）